# Іскрівка (Вінницький район)
І́скрівка (до 1964 — Майдан) — село в Україні, у Тиврівській селищній громаді Вінницького району Вінницької області. Населення становить 44 особи.

## Історія
Первинна назва села Майдан, очевидно, походить від діалектного слова, що означає лісову галявину.
Поселення Майдан, як хутір, відоме уже у XIX столітті. За час свого існування воно мало різні назви: хутір Майдан, хутір Добровольського, хутір Майдан-Добровольського, висілок Майдан Краснянський, хутір Краснянський (пол. Krasnianski futor), хутір Майдан Новоміський, село Хутір-Майдан.
У 1883 році на хуторі проживало 52 особи і було 10 дворів. В цей час він належав родині Добровольських. У 1893 році в 10 дворах хутора проживало 38 людей. Це маленьке поселення належало до м. Красного.
7 (20) листопада 1917 року, відповідно до Третього Універсалу Української Центральної Ради, увійшло до складу Української Народної Республіки.
У 1923 році на хуторі проживало 145 осіб, було 38 господарств. Хутір підпорядковувався Новоміській сільській раді. Чотирирічну трудову школу в населеному пункті було відкрито у 1925 році. У 1926 році в селі Майдан проживало 107 осіб, господарств — 31.
На початку 1930-х років на хуторі організували колгосп імені Сталіна, який проіснував до 1950 року.
З грудня 1961 по червень 1965 року село належало до Краснянківської сільської ради.
У 1990 році між селами Іскрівка та Нове Місто введено в експлуатацію дорогу з твердим покриттям.
У 2020 році, в результаті децентралізації, Новоміська сільська рада об'єднана з Тиврівської селищною громадою.
12 червня 2020 року, відповідно до Розпорядження Кабінету Міністрів України від  № 707-р «Про визначення адміністративних центрів та затвердження територій територіальних громад Вінницької області», увійшло до складу Тиврівської селищної територіальної громади.
19 липня 2020 року, в результаті адміністративно-територіальної реформи та ліквідації Тиврівського району, село увійшло до складу Вінницького району.
22 червня 2023 року рішенням Національної комісії зі стандартів державної мови віднесено до списку населених пунктів, які можуть не відповідати лексичним нормам української мови, зокрема стосуватися російської імперської політики (російської колоніальної політики). Громаді рекомендовано обґрунтувати доцільність збереження поточної назви або запропонувати нову назву в установленому законодавством порядку.